# Rafael Ruano (baloncestista)
Rafael Ruano, (nacido  en Costa Rica) fue un exjugador  español de baloncesto.

## Pioneros del baloncesto español
Es uno de los pioneros del basket español, al estar presente en el primer partido disputado por la selección el 15 de abril de 1935 contra Portugal, con resultado de 33-12 para los españoles y haber obtenido la primera medalla en una competición oficial para España, la plata del Europeo de Suiza 1935. Sus compañeros en este hito fueron los hermanos Alonso, Pedro y Emilio, Rafal Martín, (también de origen centroamericano), Cayetano Ortega, (de origen caribeño), los catalanes Juan Carbonell y Armando Maunier, y el aragonés afincado en Cataluña Fernando Muscat. El seleccionador era Mariano Manent, nacido en Argentina de padres españoles, y afincado en Cataluña.